# Guadalajara Open Akron 2024
Guadalajara Open Akron 2024 a fost un turneu de tenis feminin care s-a jucat pe terenuri dure în aer liber. A fost cea de-a 3-a ediție a turneului, un eveniment WTA 500 în circuitul WTA 2024 (retrogradat de la statutul WTA 1000 în anii anteriori). Acesta a avut loc la Panamerican Tennis Center din Zapopan, Guadalajara, Mexic, în perioada 9-15 septembrie 2024.

## Campioni

### Simplu feminin
Pentru mai multe informații consultați Guadalajara Open Akron 2024 – Simplu

### Dublu feminin
Pentru mai multe informații consultați Guadalajara Open Akron 2024 – Dublu

## Puncte și premii în bani

### Distribuția punctelor
| Probă  | Câștigător | Finalist | Semifinalist | Sfertfinalist | Runda 2 | Runda 1 | Q   | Q2  | Q1  |
| Simplu | 500        | 325      | 195          | 108           | 32      | 1       | 25  | 13  | 1   |
| Dublu  | 500        | 325      | 195          | 108           | 1       | N/A     | N/A | N/A | N/A |

### Premii în bani
| Probă  | Câștigător | Finalist | Semifinalist | Sfertfinalist | Runda 2  | Runda 1 | Q2      | Q1      |
| Simplu | 142.000 $  | 87.655 $ | 51.205 $     | 24.200 $      | 13.170 $ | 8.860 $ | 6.603 $ | 3.380 $ |
| Dublu* | 47.390 $   | 28.720 $ | 16.430 $     | 8.510 $       | 5.140 $  | N/A     | N/A     | N/A     |

*per echipă